# Monique Boulestin
Pour les articles homonymes, voir Boulestin.
Monique Boulestin, née le 13 mars 1951 à Châlus (Haute-Vienne) est une femme politique et écrivaine française.
Membre du Mouvement radical et de La République en marche, elle est députée de la première circonscription de la Haute-Vienne de 2007 à 2012 sous les couleurs du Parti socialiste.

## Biographie

### Situation personnelle et débuts en politique
Professeur de lettres, après avoir consacré un temps à la formation continue, elle devient notamment inspectrice de l’apprentissage, puis rejoint le service de formation des personnels de l’Éducation nationale au rectorat de l’académie de Limoges, avant d’entrer à l’IUFM (institut universitaire de formation des maîtres).
Très impliquée dans les technologies de l'information et de la communication, elle favorise en tant que conseillère régionale le rapide développement de l'Internet à haut et très haut débit dans la région Limousin, au profit du désenclavement de communes rurales, de la croissance économique des entreprises de la région, mais aussi en direction des plus jeunes.
Élue en 2002 adjointe au maire de Limoges Alain Rodet, chargée de la lecture publique, elle est l'élue de référence de la Bibliothèque francophone multimédia, dont elle a suivi le dossier dès l'origine, du salon du livre Lire à Limoges et du Festival des Francophonies en Limousin.

### Députée de la Haute-Vienne
Elle est élue député le 17 juin 2007, pour la XIIIe législature (2007-2012), dans la 1re circonscription de la Haute-Vienne, avec 53,1 % contre 46,9 % pour Alain Marsaud, député UMP sortant.
À la suite du redécoupage électoral de 2010, sa circonscription est supprimée. Sollicitant l'investiture socialiste dans la 3e circonscription de la Haute-Vienne en vue des élections législatives de 2012, elle est battue par Catherine Beaubatie. En réaction, elle démissionne de sa fonction de première adjointe au maire de Limoges. Bien que soutenant François Hollande lors de l'élection présidentielle, elle se porte dès lors candidate dissidente, mais termine troisième, échouant à se qualifier pour le second tour qui voit Catherine Beaubatie l'emporter sur Jean-Marc Gabouty. Monique Boulestin est exclue du Parti socialiste (comme plusieurs de ses soutiens) et adhère au Parti radical de gauche, dont elle prend la tête de la fédération de la Haute-Vienne et siège au bureau national, chargée des affaires européennes et culturelles, au côté de Jean-Michel Baylet.

### Au Parti radical de gauche puis au Mouvement radical
En mai 2013, elle publie son premier roman, Le roman d'Aliénor, aux éditions du Fil rouge, consacré à Aliénor d'Aquitaine. Sa famille, originaire de Châlus, s'intéressait depuis longtemps au château au pied duquel fut mortellement blessé Richard Cœur de Lion ; elle-même fut un temps guide de ce château.
Se montrant très critique sur le fonctionnement de la fédération socialiste de la Haute-Vienne après la défaite d'Alain Rodet aux élections municipales de 2014 à Limoges, elle se présente à la surprise générale comme suppléante de l'UDI Jean-Marc Gabouty aux élections sénatoriales de 2014 dans la Haute-Vienne.
Elle prend position en faveur d'Emmanuel Macron pour l'élection présidentielle de 2017. Elle sollicite l'investiture de son parti La République en marche pour les élections législatives qui suivent, mais ne l'obtient pas.
En décembre 2019, elle est investie tête de liste pour les élections municipales de 2020 à Limoges par La République en marche et le Mouvement radical (issu de la fusion du Parti radical de gauche et du Parti radical). Le secrétaire d'État aux Transports et ancien député Jean-Baptiste Djebbari, d'abord annoncé en deuxième position sur sa liste,, y figure finalement en 8e place ; la liste termine quatrième à l'issue du premier tour, avec 7,6 % des suffrages exprimés. Ne fusionnant pas au second tour avec la liste du maire sortant Émile-Roger Lombertie, la liste LREM qu'elle conduit n'obtient aucun élu.
En 2022, elle apparaît dans l'organigramme de la Communauté urbaine Limoges Métropole, en tant que chargée de mission « Coopération décentralisée ».

## Détail des mandats et fonctions

### À l’Assemblée nationale
- 20 juin 2007 – 20 juin 2012 : députée de la première circonscription de la Haute-Vienne.

### Au niveau local
- 1996-2001 : conseillère municipale de Limoges.
- 28 mars 2004 – 29 juin 2007 : conseillère régionale du Limousin.
- 2001-2008 : vice-présidente de la communauté d'agglomération Limoges Métropole.
- 2002-2008 : adjointe au maire de Limoges, chargée de la lecture publique, de la francophonie et des nouvelles technologies.
- 2008-2011 : conseillère communautaire de la communauté d'agglomération Limoges Métropole.
- 29 mars 2008 – décembre 2011 : première adjointe au maire de Limoges, chargée de la lecture publique, des bibliothèques, de la francophonie et des relations avec l’Université.

## Décorations
- Chevalier de l'ordre national du Mérite (29 mai 2019)[12].